# João da Motta e Silva
João da Motta e Silva (Castelo Branco, 14 agosto 1685 – Lisbona, 4 ottobre 1747) è stato un cardinale portoghese.

## Biografia
Nacque il 14 agosto 1685 a Castelo Branco.
Papa Benedetto XIII lo elevò al rango di cardinale nel concistoro del 26 novembre 1727.
Morì il 4 ottobre 1747 all'età di 62 anni.